# جولین ادلمن
جولین ادلمن (انگلیسی: Julian Edelman؛ زادهٔ ۲۲ مهٔ ۱۹۸۶) بازیکن فوتبال آمریکایی اهل ایالات متحده آمریکا است.
از باشگاه‌هایی که در آن بازی کرده‌است می‌توان به نیو انگلند پتریوتس اشاره کرد.